# Râul Hărbărău
Râul Hărbărău este un curs de apă, afluent al râului Jijia. 